# Kiềm Đông Nam
Châu tự trị dân tộc Miêu, dân tộc Động Kiềm Đông Nam (tiếng Trung: 黔东南苗族侗族自治州, bính âm: Qiándōngnán Miáozú Dòngzú Zìzhìzhōu, Hán-Việt: Kiềm Đông Nam Miêu tộc Động tộc tự trị châu) là một châu tự trị thuộc tỉnh Quý Châu, Cộng hòa Nhân dân Trung Hoa.

## Hành chính
Châu tự trị này có các đơn vị cấp huyện sau:
- Thành phố cấp huyện Khải Lý (凯里市, Kǎilǐ Shì)
- Huyện Hoàng Bình (黄平县, Huángpíng Xiàn)
- Huyện Thi Bỉnh (施秉县, Shībǐng Xiàn)
- Huyện Tam Tuệ (三穗县, Sānsuì Xiàn)
- Huyện Trấn Viễn (镇远县, Zhènyuǎn Xiàn)
- Huyện Sầm Củng (岑巩县, Céngǒng Xiàn)
- Huyện Thiên Trụ (天柱县, Tiānzhù Xiàn)
- Huyện Cẩm Bình (锦屏县, Jǐnpíng Xiàn)
- Huyện Kiếm Hà (剑河县, Jiànhé Xiàn)
- Huyện Đài Giang 台(江县, Táijiāng Xiàn)
- Huyện Lê Bình (黎平县, Lípíng Xiàn)
- Huyện Dong Giang (榕江县, Róngjiāng Xiàn)
- Huyện Tùng Giang (从江县, Cóngjiāng Xiàn)
- Huyện Lôi Sơn (雷山县, Léishān Xiàn)
- Huyện Ma Giang (麻江县, Májiāng Xiàn)
- Huyện Đan Trại (丹寨县, Dānzhài Xiàn)